# حامد ندا
حامد ندا (19 نوفمبر 1924 - 29 مايو 1990) هو فنان تشكيلي مصري. 

## حياته
ولد يوم 19 من نوفمبر عام (1924) بشارع «التلول» بحي القلعة بالقاهرة وتوفي عام (1990). عاش طفولته في قصر يملكه جده «بالبغالة» (حي قديم بالقاهرة), مما أثر في مخيلته بعد ذلك.
توصف أعماله «بالسريالية الشعبية المصرية» لما تجمع من ذكريات وسحر وأساطير مرتبطة بالعالم الشعبي المصري.

## من أبرز لوحاته
- داخل المقهى عام1948
- رقاد القط عام1948
- المتعبد والسحلية 1947
- القبقاب 1947
- الدراويش 1947
- العصافير 1948
- الحصان الأزرق 1958
- الجزيرة القائمة 1955
- الحزن والفرح 1955
- الفتاة والسمك 1955
- حديث المحبين 1955
- انشودة الصباح 1956
- الفجر 1958
- الليل والنهار 1960
- إفريقيا والاستعمار 1963
- صندوق الدنيا 1976
- الحصان والقمر 1974
- المبروك 1974
- الريف 1974
- المباراة 1975
- الحديث 1975
- أمونة 1975
- مسيرة التعمير
- خيول برية 81
- البلاج 81
- رقصة شعبية 81
- أسطورة شعبية 81
- الديك والقمر 82
- نعى حافظ إبراهيم لمصطفى كامل 83
- القاهرة 83
- في الليل لما خلى 83
- من الجمالية 83
- امرأة وقط 84

## وصلات خارجية
السيرة الذاتية الكاملة، موقع وزارة الثقافة المصرية